# 2008 en sport
L'année 2008 a été une année riche en événements sportifs. La plus grande compétition de l'année a été les Jeux Olympiques d'été de 2008, qui ont eu lieu à Pékin en Chine. Des athlètes du monde entier se sont rassemblés pour concourir dans diverses disciplines, telles que l'athlétisme, le cyclisme, le football, le judo ou le tennis de table. Les États-Unis ont remporté le plus grand nombre de médailles, suivis par la Chine et la Russie.
En football, le grand événement de l'année a été l'Euro 2008, qui s'est déroulé en Suisse et en Autriche. L'équipe de Espagne a remporté la compétition pour la première fois de son histoire, battant l'Allemagne en finale. La Ligue des Champions de l'UEFA a vu Manchester United remporter la compétition en battant Chelsea en finale.
En tennis, Rafael Nadal a remporté les tournois de Roland-Garros et Wimbledon, tandis que Novak Djokovic a remporté l'Open d'Australie et Roger Federer l'US Open. En Formule 1, Lewis Hamilton a remporté le Championnat du monde de pilotes pour la première fois de sa carrière.

## Principaux événements sportifs de l'année 2008
- 14 janvier au 27 janvier : Tennis, Open d'Australie
- Du 20 janvier au 10 février : Football, Coupe d'Afrique des nations de football 2008 au Ghana.
- 3 février : Football américain : Super Bowl
- 2 février au 5 mars : Rugby à XV, Tournoi des Six Nations
- 17 février : Basket-ball, NBA All-Star Game à La Nouvelle-Orléans
- 30 mars : WrestleMania XXIV : Catch américain
- 19 avril au 7 juin : Basket-ball, Playoffs NBA
- 21 mai : Football, Finale de la Ligue des champions à Moscou
- 25 mai au 8 juin : Tennis, Roland-Garros
- Du 7 juin au 29 juin : Football, Championnat d'Europe des nations en Suisse et Autriche
- 23 juin au 6 juillet : Tennis, Tournoi de Wimbledon
- Du 5 juillet au 27 juillet : cyclisme, Tour de France
- du 5 juillet au 13 septembre : Rugby à XV, Tri-nations
- Du 8 août au 24 août : Jeux olympiques d'été de 2008 à Pékin (Chine)
- 27 août au 7 septembre : Tennis, US Open
- 19 septembre au 21 septembre : Golf, Ryder Cup
- 28 octobre au 2 novembre : Internationaux de France de Badminton, au stade Coubertin à Paris[1]
- 9 novembre 2008 au 1er février 2009 : Voile : Vendée Globe

## Par sport

### Auto-Moto
- 4 janvier : l'édition 2008 du Rallye Dakar, qui devait partir le 5 janvier de Lisbonne, est annulée par suite des troubles islamistes en Mauritanie mettant en jeu la sécurité de la course. Désormais la course pourrait avoir lieu en Argentine et au Chili. Les détracteurs de la course font valoir que depuis 1979, trente-deux concurrents, sept journalistes, neuf enfants africains et un nombre indéterminés de spectateurs adultes (une quarantaine selon certaines estimations) ont été tués dans le cadre de cette course[2].

- 27 janvier, Rallye/WRC : Sébastien Loeb remporte le Rallye automobile Monte-Carlo pour la 5e fois, il s'agit du record de victoires.
- 27 janvier : Endurance : L'ancien pilote de Formule 1 colombien Juan Pablo Montoya, associé à Scott Pruett, Dario Franchitti et Memo Rojas, au volant de la Riley-Lexus de l’écurie Ganassi, remporte une nouvelle fois la course d’endurance des 24 Heures de Daytona, sur le Daytona International Speedway.
- 10 février, Rallye/WRC : le Finlandais Jari-Matti Latvala remporte l'édition 2008 du Rallye de Suède au volant de sa Ford Focus WRC. À seulement 22 ans, il devient le plus jeune vainqueur d'une manche du championnat du monde des rallyes.
- Dimanche 2 mars, Rallye/WRC : Sébastien Loeb, Citroën C4 WRC, remporte pour la troisième année consécutive le Rallye du Mexique en s'imposant devant l'Australien Chris Atkinson et le Finlandais Jari-Matti Latvala. Au classement du championnat du monde, le pilote français revient à seulement une longueur de Mikko Hirvonen.
- Dimanche 9 mars, Moto GP : ouverture de la saison 2008 du championnat du monde de vitesse moto avec l'épreuve du Qatar. Le tenant du titre Casey Stoner s'impose devant Jorge Lorenzo et Daniel Pedrosa.
- Dimanche 16 mars, Formule 1 : ouverture de la saison 2008 de Formule 1 avec le Grand Prix d'Australie. Le Britannique Lewis Hamilton (McLaren-Mercedes) remporte le Grand Prix d'Australie, manche d'ouverture du championnat du monde de Formule 1 2008. Il devance à l'arrivée les Allemands Nick Heidfeld (BMW Sauber) et Nico Rosberg (Williams-Toyota).
- Dimanche 23 mars, Formule 1 : Kimi Räikkönen (Ferrari) remporte le Grand Prix de Malaisie 2008. Le champion du monde en titre s'impose devant Robert Kubica (BMW Sauber, 2e) et Heikki Kovalainen (McLaren, 3e). Arrivé 5e, Lewis Hamilton conserve la tête du championnat du monde.
- Dimanche 30 mars, Moto GP : Daniel Pedrosa remporte la deuxième épreuve du championnat du monde vitesse MotoGP devant Valentino Rossi et Jorge Lorenzo, il prend ainsi la tête du championnat.
- Dimanche 6 avril, Formule 1 : Felipe Massa (Ferrari) renoue avec la victoire en remportant, pour la deuxième année consécutive, le GP de Bahreïn, 3e manche du championnat. Il s'impose devant son coéquipier Kimi Räikkönen (2e) et la BMW Sauber de Robert Kubica (3e). Au championnat du monde des pilotes, Kimi Räikkönen ravit le commandement à Lewis Hamilton (arrivé seulement 13e), tandis que chez les constructeurs, BMW Sauber pointe en tête pour la première fois de son histoire.
- Dimanche 20 avril, IndyCar : l'Américaine Danica Patrick gagne à Motegi au Japon la troisième manche du championnat IndyCar Series 2008. Elle rentre dans l'histoire du sport automobile en devenant la première femme à remporter une course d'un championnat majeur de monoplace.
- Mardi 13 mai : le Dakar 2009 aura lieu en Amérique latine sur une boucle de 9 000 km depuis Buenos Aires en Argentine, via le Chili et la cordillère des Andes que la course franchira à deux reprises par des altitudes supérieures à 4 500 mètres.
- Dimanche 2 novembre 2008 :
  - Le Finlandais Mikko Hirvonen sur Ford Focus remporte le rallye du Japon du championnat du monde WRC 2008. Troisième de la course, le Français Sébastien Loeb sur Citroën C4 est assuré de remporter son 5e titre de champion du monde consécutif.
  - Le Brésilien Felipe Massa remporte le Grand Prix du Brésil sur le circuit d'Interlagos à São Paulo, 18e et dernière course de la saison. Le Britannique Lewis Hamilton sur McLaren-Mercedes a remporté le titre de champion du monde 2008 de Formule 1.

- Dimanche 7 décembre 2008 : le Français Sébastien Loeb, en remportant sur Citroën C4, le rallye de Grande-Bretagne, permet à Citroën de redevenir champion du monde des constructeurs aux dépens de Ford, titré en 2006 et 2007.

### Athlétisme
- 31 mai : lors du meeting de New York Usain Bolt bat le record du monde du 100 m détenu depuis 2005 par Asafa Powell de 2 centièmes en 9 s 72
- 16 août : Usain Bolt bat son propre record du monde sur 100 m en 9 s 69 lors de la finale de cette épreuve aux Jeux olympiques de Pékin.
- 20 août : Usain Bolt réalise le premier doublé 100 m/200 m depuis Carl Lewis en 1984 et bat par la même occasion le record du monde de Michael Johnson (19 s 32) avec 19 s 30 sur 200 m lors de la finale de cette épreuve aux Jeux olympiques de Pékin.
- 22 août : l'équipe jamaïcaine masculine du relais 4 × 100 m bat le record du monde propriété des Américains depuis 1992, avec un temps de 37 s 10 contre 37 s 40 lors de la finale de cette épreuve aux Jeux olympiques de Pékin.

### Baseball
- 7 février : les Dominicains de Tigres del Licey remportent la Série des Caraïbes. Il s'agit du dixième succès des Tigres dans cette compétition[3].

- 21 juin : les Néerlandais de Kinheim s'imposent 3-2 en 10 manches contre les Italiens des Grosseto Orioles en finale de la Coupe d'Europe de baseball 2008.

### Basket-ball
- 17 février : le NBA All-Star Game et remporté par Les joueurs de la Conférence Est 134 à 128. LeBron James fut élu meilleur joueur (MVP) du match grâce à une performance de 27 points, 9 passes décisives et 8 rebonds.
- 10 avril au 13 avril : le club espagnol de Joventut Badalona remporte l'EuroCoupe de basket-ball face à un autre club espagnol, le CB Girona. La phase finale de la compétition s’est déroulée sous la forme d’un Final 8 à Turin.
- 11 avril au 13 avril : le club féminin russe du Spartak Moscou remporte sa deuxième Euroligue féminine de basket-ball consécutive en battant le club tchèque de Brno qui jouait a domicile, sur le score de 75 à 60 au final four de Brno.
- 18 au 20 avril : le club letton de Barons Rīga LMT remporte la troisième compétition européenne, l’EuroChallenge lors du Final Four qui se déroulait à Limassol. En finale, les Lettons battent le club belge de Dexia Mons-Hainaut sur le score de 63 à 62.
- 2 mai au 4 mai : lors de 50e édition de l'Euroligue le CSK Moscou inscrit pour la sixième fois son nom au palmarès cette compétition en battant en finale le Maccabi Tel-Aviv sur le score de 91 à 77 lors du Final Four de Madrid.
- 7 mai au 10 mai : le CJM Bourges Basket remporte la Ligue féminine de basket en battant en deux matches Lattes Montpellier. le club du CJM Bourges Basket gagne à Montpellier 58 à 56 après prolongation puis gagne à domicile 52 à 45. C'est le huitième titre de son histoire.
- 15 juin : le club du SLUC Nancy, après une série de trois défaites consécutives en finale du championnat de France, remporte le premier titre de son histoire en triomphant de la Chorale Roanne Basket sur le score de 84 à 53 au Palais omnisports de Paris-Bercy. Cette finale était le revanche de la finale de l'année 2007.
- juin : Tau Vitoria remporte le championnat d'Espagne en battant en trois manches le FC Barcelone. le club basque a gagné à Barcelone par 75 à 64 puis 78 à 74 avant de clore la série à domicile sur le score de 76 à 61. C'est le deuxième titre de son histoire.
- 17 juin: le club des Celtics de Boston remporte son 17e titre de champion de NBA en remportant la sixième manche de la série qui l'oppose au club des Lakers de Los Angeles. Paul Pierce a été nommé MVP de la finale.
- 9 août au 24 août : lors des Jeux olympiques de Pékin L'équipe des États-Unis remporte la médaille d'or du tournoi olympique de basket en battant en finale l'Espagne. Chez les femmes le tournoi olympique est remporté par les États-Unis aux dépens de l'Australie.
- 15 octobre : le club des Shock de Détroit remporte son 3e titre de champion de WNBA en remportant 3 à 0 la série de matche face aàl'équipe de Silver Stars de San Antonio

### Catch
- 27 janvier : Royal Rumble (2008)
- 17 février : No Way Out (2008)
- 29 mars : WWE Hall of Fame
- 30 mars : Wrestlemania XXIV
- 27 avril : Backlash (2008)
- 18 mai : Judgment Day (2008)
- 23 juin : WWE Draft (2008)
- 1er juin : One Night Stand (2008)
- 29 juin : Night of Champions (2008)
- 20 juillet : The Great American Bash (2008)
- 17 août : SummerSlam (2008)
- 7 septembre : Unforgiven (2008)
- 5 octobre : No Mercy (2008)
- 26 octobre : Cyber Sunday (2008)
- 23 novembre : Survivor Series (2008)
- 14 décembre : Armageddon (2008)

### Cyclisme

#### Cyclisme sur piste
- 26 mars : lors des championnats du monde, à Manchester (Angleterre), l'équipe de France composée de Grégory Baugé, Kévin Sireau et Arnaud Tournant remporte, pour la troisième année consécutive, la médaille d'or de la Vitesse par équipes Hommes, dans le temps de 43 s 27, nouveau record du monde « officieux » de la spécialité, en devançant l'équipe britannique, déjà 2e en 2006 et 2007, de près d'une demi-seconde et celle des Pays-Bas (3e). Dans le même temps, le Britannique Bradley Wiggins s'adjuge le titre de la Poursuite individuelle en s'imposant devant le néerlandais Jenning Huizenga et le Russe Alexei Markov.

- 29 mars : à l'occasion de la quatrième journée des championnats du monde, à Manchester (Angleterre), la Grande-Bretagne remporte trois nouvelles médailles d'or, portant son total à neuf médailles d'or depuis le début de ces championnats : Mark Cavendish et Bradley Wiggins (course à l'américaine), Victoria Pendleton (Vitesse Femmes) et Chris Hoy (keirin).

#### Cyclisme sur route
- 16 mars : au terme de la 7e et dernière étape, l'Italien Davide Rebellin (Gerolsteiner) remporte la course à étapes Paris-Nice, devant son compatriote Rinaldo Nocentini (AG2R La Mondiale, 2e) et l'Ukrainien Yaroslav Popovych (Silence-Lotto, 3e).
- 18 mars : au terme de la 7e et dernière étape, le Suisse Fabian Cancellara (Team CSC) remporte la Tirreno-Adriatico 2008, devant l'Italien Enrico Gasparotto (Barloworld, 2e) et le Suédois Thomas Lövkvist (Team High Road, 3e).
- 23 mars : une semaine après avoir enlevé la Tirreno-Adriatico, le Suisse Fabian Cancellara Team CSC remporte la 99e édition de Milan-San Remo terminant avec quelques secondes d'avance sur l'Italien Filippo Pozzato (2e) et le Belge Philippe Gilbert (3e).
- 26 mars : le Français Sylvain Chavanel (Cofidis) remporte en solitaire la 63e édition de la classique flamande À travers les Flandres, dans les rues de Waregem (Belgique), en devançant le Néerlandais Steven de Jongh (Quick Step, 2e) et le Belge Niko Eeckhout (Topsport Vlaanderen, 3e), double vainqueur de l'épreuve en 2001 et 2005.
- 13 avril : déjà victorieux de l'épreuve en 2005, le Belge Tom Boonen (Quick Step) remporte la 106e édition de la course Paris-Roubaix, en devançant au sprint ses deux compagnons d'échappée, le Suisse Fabian Cancellara (CSC) et l'Italien Alessandro Ballan (Lampre)
- 20 avril : pour sa première participation à l'épreuve printanière néerlandaise de la province du Limbourg, l'Italien Damiano Cunego (Lampre) remporte la 43e édition de l'Amstel Gold Race en devançant de quelques mètres ses compagnons d'échappée, le Luxembourgeois Fränk Schleck (Team CSC, 2e) et l'Espagnol Alejandro Valverde (Caisse d'épargne, 3e).
- 1er juin : l'espagnol Alberto Contador (Astana) remporte son premier Tour d'Italie devant l'italien Riccardo Riccò (Saunier Duval-Scott, 2e) et l'italien Marzio Bruseghin (Lampre, 3e).
- 15 juin : lors de la 60e édition du Critérium du Dauphiné libéré l'espagnol Alejandro Valverde (Caisse d'épargne) inscrit pour la première fois son nom au palmarès de l'épreuve devant l'Australien Cadel Evans (Silence-Lotto, 2e) et l'Américain Levi Leipheimer (Astana, 3e).
- 27 juillet : lors de la 95e édition du Tour de France l'Espagnol Carlos Sastre (CSC-Saxo Bank) remporte le maillot jaune de vainqueur devant l'Australien Cadel Evans (Silence-Lotto, 2e) et le Russe Denis Menchov (Rabobank, 3e). Carlos Sastre inscrit pour la première fois son nom au palmarès du Tour de France.
- 9 août : l'espagnol Samuel Sánchez est sacré champion olympique de Course en ligne de cyclisme aux jeux olympiques de Pékin devant le suisse Fabian Cancellara 2e qui décroche la médaille d'argent et le russe Alexandr Kolobnev 3e qui décroche la médaille de bronze.
- 13 août : quatre jours après sa médaille d'argent dans la Course en ligne de cyclisme le suisse Fabian Cancellara est sacré champion olympique du contre-la-montre cyclisme lors des jeux olympiques de Pékin devant le Suédois Gustav Larsson 2e médaille d'argent et l'Américain Levi Leipheimer 3e médaille de bronze.
- 30 août : l'Espagnol Alberto Contador (Astana) remporte pour la première fois le Tour d'Espagne devant son coéquipier l'Americain Levi Leipheimer (Astana, 2e) et l'Espagnol Carlos Sastre (Team CSC, 3e).

### Football
- 18 février : l'Égypte bat le Cameroun lors de la finale de la 26e édition de la Coupe d'Afrique des nations de football 1 but à 0.
- 22 février : Nike rafle à Adidas le contrat d'équipementier des Bleus pour la période 2011-2018, pour 320 millions d'euros sur huit ans, ce qui en fait le maillot le plus cher du monde.
- 14 mai : Pour la deuxième fois de l'histoire un club russe le Zénith Saint-Pétersbourg inscrit son nom au palmarès de la Coupe UEFA en s'imposent 2 à 0 face aux Glasgow Rangers au City of Manchester Stadium de Manchester
- 17 mai : l'Olympique lyonnais remporte pour la 7e fois consécutive le Championnat de France.
- 21 mai : Manchester United gagne pour la troisième fois de leur histoire la Ligue des champions face à Chelsea FC (1 à 1 puis 6 tirs au but à 5) au Stade Loujniki à Moscou.
- 24 mai : une semaine après avoir été sacrè champion de France L'Olympique lyonnais fait le doublè en remportant la Coupe de France de football face au Paris Saint-Germain 1 à 0 au Stade de France.

- du 7 au 29 juin : le 13e Championnat d'Europe de football se déroule en Suisse et en Autriche :
- 19 juin au 22 juin : quarts de finale de l'Euro 2008 :
  - 19 juin Allemagne 3 - Portugal 2
  - 20 juin Croatie 1 - Turquie 1
  - 21 juin Pays-Bas 1 - Russie 3
  - 22 juin Espagne 1 (tir au but) - Italie 0. L'Espagne n'avait pas battu l'Italie depuis 88 ans.
- 25 juin et 26 juin : demi-finales de l'Euro 2008 :
  - 25 juin Allemagne 3 - Turquie 2
  - 26 juin Espagne 3 - Russie 0
- 29 juin : finale de l'Euro 2008 entre l'Allemagne et l'Espagne, victoire des Espagnols 1 - 0 qui gagnent leur deuxième titre dans cette compétition 44 ans après le premier acquis en 1964.

- 6 août au 23 décembre 2008 : lors des Jeux olympiques de Pékin l'Argentine remporte la médaille d'or en battant en finale le Nigeria 1 à 0. Chez les femmes, le tournoi olympique est remporté par les États-Unis qui décrochent la médaille d'or face à l'équipe du Brésil sur le score de 1 à 0 après prolongations.
- 1er décembre : le Ballon d'Or France Football, décerné par un jury international de journalistes sportifs, est attribué à l'attaquant portugais de Manchester United Cristiano Ronaldo, devançant l'attaquant argentin du FC Barcelone Lionel Messi et l'attaquant espagnol de Liverpool Fernando Torres.

### Football américain
- 7 janvier : les Tigers de LSU remportent le titre NCAA[4].

### Golf
- 13 avril 2008 : Trevor Immelman remporte The Masters comptant pour le PGA Tour avec un total de 280 coups (68-68-69-75) soit 8 coups sous le par.

- 8 juin 2008 : Yani Tseng remporte le LPGA Championship, deuxième Majeur de la LPGA. Elle devance lors d'un play-off la Suédoise Maria Hjorth.

- 16 juin 2008 : Tiger Woods remporte son 14e tournoi Grand Chelem en remportant l'US Open après un play-off de 18 trous puis une mort subite. Il devient également le deuxième joueur après Jack Nicklaus à avoir remporté trois fois les quatre tournois du Grand Chelem.

- 29 juin 2008 : la Coréenne Inbee Park, en remportant l'US Open, devient la plus jeune vainqueure de l'histoire de la compétition. Elle devance la Suédoise Helen Alfredsson de quatre coups.

- 17 au 20 juillet : l'Irlandais Pádraig Harrington remporte son deuxième Open britannique consécutif en devançant l'Anglais Ian Poulter de 4 coups. Lors de ce tournoi, l'Australien Greg Norman (53 ans) a terminé 3e ex æquo avec le Suédois Henrik Stenson (à 6 coups).

- 1er au 4 août 2008: la Coréenne Jiyai Shin remporte l'Open britannique avec un score de 270, soit 18 sous le par. À cette occasion, la Suédoise Annika Sörenstam a disputé son dernier tournoi majeur.

- 8 au 11 août 2008: l'Irlandais Pádraig Harrington remporte son troisième majeur en remportant le Championnat de la PGA. Avec un score de 277, il devance de deux coups l'Espagnol Sergio García.

- Du 19 au 21 septembre : 37e Ryder Cup au Valhalla Golf Club, Louisville, Kentucky, États-Unis. L'équipe des États-Unis, dont le capitaine est Paul Azinger, met fin à une série de trois victoires consécutives de l'équipe européenne, dirigée par Nick Faldo, lors de l'édition 2008 de la Ryder Cup. Elle remporte la victoire sur le score de 16½ à 11½.

### Gymnastique
- 26 janvier : lors de sa séance extraordinaire, le Comité exécutif de la Fédération internationale de gymnastique a décidé de déménager son siège à Lausanne avant l'été prochain.
- 3 au 6 avril : 27e championnats d'Europe de gymnastique artistique féminine à Clermont-Ferrand.
- 8 au 11 mai : 28e championnats d'Europe de gymnastique artistique masculine à Lausanne.
- 9 au 24 août : Gymnastique aux Jeux olympiques de 2008.

### Handball
- 8 au 17 janvier, Coupe d'Afrique des nations de handball 2008 : disputée en Angola, la compétition voit la victoire de l'Angola dans le tournoi féminin, grâce à une victoire 39 à Côte d'Ivoire sur la Côte d'Ivoire, et de l'Égypte chez les hommes, après une victoire 27 à 25 sur la Tunisie.

- 17 au 27 janvier : Championnat d'Europe de handball masculin 2008 : le Danemark remporte le titre européen en battant en finale la Croatie sur le score de 24 à 20. Celle-ci avait éliminé la France en demi-finale.

- 19 avril : en battant Toulouse sur le score de 36 à 34, lors de la 24e journée, Montpellier remporte, à deux journées de la fin du championnat, son 10e titre de champion de France.

- 4 et 11 mai :
  - Ligue des champions : le club espagnol de Ciudad Real remporte la plus importante compétition de club en Europe en battant le club allemand de THW Kiel à Kiel 25 à 31 après avoir subi une défaite à domicile lors du match aller par 29 à 27.
  - Ligue des champions féminine : le club russe de Zvezda Zvenigorod remporte le titre européen face à Hypo Niederösterreich grâce à ses victoires 25 à 24 et 31 à 29.

- 9 au 24 août : lors des Jeux olympiques de Pékin la France remporte la médaille d'or en battant en finale l'Islande. Chez les femmes, le tournoi olympique est remporté par la Norvège aux dépens de la Russie.

- 2 au 4 décembre, Championnat d'Europe de handball féminin 2008 : la Norvège en remportant la finale face à l'Espagne par 34 à 21.

### Hockey sur glace
- 13 janvier : finale de la Coupe d'Europe des clubs champions 2008. Le Metallourg Magnitogorsk devient champion d'Europe grâce à une victoire 5 à 2 face au Sparta Prague[5].
- 1er mai au 18 mai : Championnat du monde au Canada (Québec et Halifax) pour la poule élite[6]. L'équipe de Russie remporte la finale la confrontant au Pays hôte, les Canadiens. La partie, remportée 5-4 en prolongation, fut disputée devant une salle comble au Colisée Pepsi dans la ville de Québec[7]. La Finlande complète le podium en battant la Suède 4 à 0 (2-0, 0-0, 2-0).
- 25 mai : les Chiefs de Spokane remportent la Coupe Memorial de la Ligue canadienne de hockey face aux Rangers de Kitchener par la marque de 4-1 au domicile de leurs adversaires alors hôtes de l'événement.
- 4 juin : dans la Ligue nationale de hockey, les Red Wings de Détroit remportent la Coupe Stanley en battant les Penguins de Pittsburgh quatre victoires à deux.
- 1er avril : les Dragons de Rouen, meilleure équipe de la saison régulière ne permet pas aux Diables rouges de Briançon d'entretenir le suspense et remporte le titre de champion de la ligue Magnus après 3 victoires lors des 3 premiers matchs de la finale.

### Jeux olympiques
- 27 mars : le Président de la République, Nicolas Sarkozy, indique, lors d'une conférence de presse commune avec le Premier ministre britannique Gordon Brown, qu'il consultera les autres pays membres de l'Union européenne sur la question d'un éventuel boycott de la cérémonie d'ouverture des Jeux olympiques, le 8 août prochain à Pékin : « Je serai président de l'Union au moment de la cérémonie d'ouverture. Je dois m'ouvrir aux autres, les consulter pour savoir si j'irai à la cérémonie ou pas. »
- 8 au 24 août : 29e édition des Jeux olympiques à Pékin en Chine.

### Natation
- 16 février : à Columbia, lors de la finale du Grand Prix du Missouri, Kirsty Coventry bat le record du monde du 200 m dos et le porte à 2 min 06 s 39.
- 17 février : à Sydney, lors des Championnats open du New South Wales State, Eamon Sullivan bat le record du monde du 50 m nage libre messieurs et le porte à 21 s 56.
- 17 février : à Columbia, lors des séries du Grand Prix du Missouri, Natalie Coughlin bat le record du monde du 100 m dos et le porte à 59 s 21.
- 19 mars : Laure Manaudou devient championne d'Europe du 200 mètres dos en battant de 1 s 20 son propre record de France avec un chrono de 2 min 07 s 99, laissant à près de 2 s la Russe Anastasia Zueva (2e) et la Hongroise Nikolette Szepesi (3e). Dans le même temps, Hugues Duboscq obtient la médaille d'argent sur 100 mètres brasse derrière le Norvégien Alexander Dale Oen.
- 21 mars : à Eindhoven, (Pays-Bas), la ville de Pieter van den Hoogenband, le Français Alain Bernard bat, en demi-finale des Championnats d'Europe, le record du monde du 100 m nage libre en 47 s 60, soit 24 centièmes de mieux que le Néerlandais.
- 22 mars : en finale du 100 mètres nage libre des Championnats d'Europe, à Eindhoven, (Pays-Bas), le Français Alain Bernard améliore en 47 s 50, son propre record du monde, établi la veille en demi-finale. Il remporte ainsi son premier titre de champion d'Europe en grand bassin en devançant de près d'une seconde le Suédois Stefan Nystrand (48 s 40) et l'Italien Filippo Magnini (48 s 53).
- 23 mars : après son titre et son record du monde (47 s 50) sur 100 mètres nage libre, Alain Bernard réalise un nouvel exploit à Eindhoven, en demi-finale du 50 mètres nage libre des Championnats d'Europe. Il se qualifie aisément pour la finale en battant le record du monde de la distance établi le 17 février 2008 à Sydney par l'Australien Eamon Sullivan avec un chrono de 21 s 50 contre 21 s 56 pour le nageur des antipodes.
- 24 mars : aux Championnats d'Europe d'Eindhoven, Alain Bernard, sur sa lancée des jours précédents, remporte le titre du 50 mètres nage libre, sans battre toutefois son record du monde. Par ailleurs, Aurore Mongel obtient la médaille d'or sur 200 mètres papillon, avant que l'Italienne Federica Pellegrini ne batte le record du monde du 400 mètres nage libre de Laure Manaudou, qui avait renoncé à concourir sur sa distance de prédilection. Lors de cette épreuve, la Française Coralie Balmy s'est classée deuxième.
- 26 mars : en finale du 100 mètres nage libre des Championnats d'Australie, disputés à Sydney, Eamon Sullivan s'impose dans le temps de 47 s 52 (après avoir réalisé 47 s 55 la veille, en demi-finale), à seulement deux centièmes du nouveau record du monde de la spécialité établi la semaine précédente à Eindhoven, lors des Championnats d'Europe, par Alain Bernard. L'Australien sera un concurrent redoutable pour le Français pour la conquête du titre olympique.
- 27 mars : en demi-finale du 50 mètres nage libre des Championnats d'Australie, disputés à Sydney, Eamon Sullivan, avec un temps de 21 s 41, améliore de 9 centièmes le record du monde de la spécialité établi la semaine précédente à Eindhoven, lors des Championnats d'Europe, par le Français Alain Bernard (21 s 50).
- 28 mars : vingt-quatre heures après avoir effacé des tablettes le record du monde d'Alain Bernard, l'Australien Eamon Sullivan améliore une nouvelle fois, en finale du 50 mètres nage libre des Championnats d'Australie, disputés à Sydney, son propre record du monde, avec un chrono de 21 s 28, soit 13 centièmes de mieux que sa marque précédente (21 s 41).
- 8 juin : à Tokyo, lors d'une réunion pré-olympique, le nageur japonais Kōsuke Kitajima bat le record du monde du 200 m brasse et le porte à 2 min 07 s 51.
- 25 octobre : à Sydney, lors de la finale de la 3e étape de la Coupe du monde de natation FINA 2008, le nageur australien Matt Jaukovic bat le record du monde du 50 m papillon en petit bassin et le porte à 22 s 50.
- 26 octobre : à Sydney, lors de la finale de la 3e étape de la Coupe du monde de natation FINA 2008, le nageur australien Robert Hurley bat le record du monde du 50 m dos en petit bassin et le porte à 23 s 24.

### Rugby à XIII
- 18 mai : à Colomiers, Lézignan remporte le Championnat de France face à Pia 26-16.
- 25 mai : à Carcassonne, Limoux remporte la Coupe de France face à Albi 17-14.
- 4 octobre : Leeds Rhinos remporte la Super League en battant St Helens RLFC 24-16 à Old Trafford.
- 5 octobre : Manly-Warringah Sea Eagles remporte la National Rugby League en battant Melbourne Storm 40-0 en finale.
- 22 novembre : La Nouvelle-Zélande remporte la Coupe du monde de rugby à XIII.
  - Article de fond : Coupe du monde de rugby à XIII 2008

### Rugby à XV
- 15 mars : à Cardiff, grâce à leur large victoire (29-12) sur l'équipe de France, les Gallois remportent, trois ans après leur sacre de 2005, le Tournoi des Six Nations 2008, réalisant leur dixième Grand chelem à l'issue d'une rencontre intense.
- 19 mai : à Christchurch les Néo-Zélandais des Crusaders remportent pour la septième fois de leur histoire le Super 14 en battant en finale les Australiens des Waratahs.
- 24 mai : à Cardiff, les Irlandais du Munster remportent la Coupe d'Europe de rugby pour la seconde fois de leur histoire contre le Stade toulousain (16-13)
- 25 mai : le club anglais de Bath remporte à Gloucester pour la première fois de son histoire le Challenge européen en battant en finale les Anglais de Worcester (24-16).
- 31 mai : les London Wasps remportent le Championnat d'Angleterre pour la sixième fois contre les Leicester Tigers (26-16).
- 28 juin : le Stade toulousain remporte le bouclier de Brennus pour la 17e fois contre Clermont (26-20).
- 13 septembre : à Brisbane grâce à leur victoire (28-24) sur l'équipe d'Australie, les All Blacks remporte le Tri-nations pour la quatrième fois consécutive depuis 2005.

### Ski

#### Saut à ski
- 6 janvier : le Finlandais Janne Ahonen remporte sa cinquième Tournée des quatre tremplins, record du genre[8].
- 16 mars : l'autrichien Thomas Morgenstern remporte la Coupe du monde de saut à ski pour la première fois de son histoire.

#### biathlon
- 8 février au 17 février : 42e édition des championnats du monde de biathlon
- 16 mars : le norvégien Ole Einar Bjørndalen inscrit pour la 5e fois son nom au palmarès de la Coupe du monde de biathlon. Chez les femmes c'est l'allemande Magdalena Neuner qui remporte la Coupe du monde de biathlon pour la première fois de sa carrière.

#### Combiné nordique
- 9 mars : l'allemand Ronny Ackermann remporte pour la 3e fois de son histoire la Coupe du monde de combiné nordique

### Tennis
- 26 janvier 2008 (samedi) : la russe Maria Sharapova remporte son premier titre a l'Open d'Australie face à la serbe Ana Ivanović (7-5, 6-3).
- 27 janvier 2008 (dimanche) : le serbe Novak Djokovic remporte pour la première fois l'Open d'Australie en battant en finale le français Jo-Wilfried Tsonga (4-6, 6-4, 6-3, 7-6) et ne concède qu'un set durant tout le tournoi.
- 9 juin 2008 (samedi) : Ana Ivanović remporte pour la première fois face à Dinara Safina (6-4, 6-3) le tournoi de Roland-Garros après sa finale perdu en 2007.
- 8 juin 2008 (dimanche) : Rafael Nadal remporte un nouveau titre à Roland-Garros face à Roger Federer (6-1, 6-3, 6-0) et égale le record de Björn Borg avec quatre victoires consécutives acquises de 2005 à 2008.
- 6 juillet 2008 (samedi) : l'Américaine Venus Williams remporte face à sa sœur Serena Williams le Tournoi de Wimbledon (7-5, 6-4) pour la cinquième fois de sa carrière.
- Dimanche 6 juillet 2008 : Rafael Nadal Remporte le Tournoi de Wimbledon face au Suisse Roger Federer, (6-4, 6-4, 7-6, 7-6, 9-7) après 4h47 de jeu ce qui fait de cette finale la plus longue de toute l'histoire du tournoi britannique.
- 10 août 2008 au 17 août 2008 : lors des Jeux olympiques de Pékin l'espagnol Rafael Nadal remporte la médaille d'or en battant en finale le chilien Fernando González. Chez les femmes c'est la russe Elena Dementieva qui reporte l'or aux dépens de sa compatriote Dinara Safina.
- 6 septembre 2008 (samedi) : l'Américaine Serena Williams remporte l'US Open de tennis face à la Serbe Jelena Janković (6-4, 7-5) sans avoir perdu un set et retrouve la place de numéro 1 mondial qu'elle avait abandonnée le 10 août 2003.
- 8 septembre 2008 (lundi) : Roger Federer Remporte pour la cinquième fois consécutive l'US Open de tennis face au britannique Andy Murray (6-2, 7-5, 6-2) ce que personne n'avait réussi depuis Bill Tilden en 1924. Grâce à cette victoire, il devient le seul joueur de l'histoire à avoir remporté cinq fois de suite deux des quatre tournois du Grand Chelem.
- 14 septembre 2008 (dimanche) : l'équipe de tennis féminine de Russie remporte pour la quatrième fois la Fed Cup en battant l'équipe d'Espagne 4 à 0 en finale à Madrid.
- 2 novembre 2008 (dimanche) :
  - Le Français Jo-Wilfried Tsonga est vainqueur de son premier grand tournoi, en battant l'Argentin David Nalbandian en finale du Masters de Paris-Bercy (6-3, 4-6, 6-4). Cette victoire lui permet d'accéder à la septième place mondiale et lui ouvre la porte des Masters mondiaux de tennis qui débutent dimanche à Shanghai.
  - L'Espagnol Rafael Nadal, no 1 mondial de tennis, déclare forfait pour la Masters Cup, ce qui permet au Français Gilles Simon, 9e mondial d'y participer.
- 4 novembre 2008 (mardi) : décès du Suédois Lennart Bergelin (83 ans) d'un arrêt cardiaque. Il fut neuf fois champion de Suède en simple entre 1945 et 1955, capitaine de l'équipe scandinave de Coupe Davis pour la première fois sacrée dans l'épreuve et pendant douze ans, de 1971 à 1983, l'entraîneur personnel du champion Björn Borg.
- 9 novembre 2008 (dimanche) : l'Americaine Venus Williams Remporte pur la première fois le Masters de tennis féminin face à la russe Vera Zvonareva (6-7, 6-0, 6-2)
- 16 novembre 2008 (dimanche) : le serbe Novak Djokovic remporte pour la première fois de sa carrière le Masters de tennis masculin en battant en finale le Russe Nikolay Davydenko sur le score de 6-1, 7-5.
- 23 novembre 2008 (dimanche) : l'équipe de tennis d'Espagne remporte pour la troisième fois la coupe Davis en battant l'équipe d'Argentine 3 à 1 en finale à Mar del Plata.

### Voile
- 9 novembre 2008 (dimanche) : départ de la course Vendée-Globe, course en solitaire à la voile autour du monde sans escale et sans assistance. Le Suisse Bernard Stamm est contraint de rebrousser chemin quelques heures après le départ à la suite d'une collision avec un bateau de pêche, à 120 km des Sables-d'Olonne.

### Water-Polo
France
- Le C. N. M. est Champion de France Pro A Masculin pour la 30e fois.
- L'ASPTT Nancy est Champion de France Pro A Féminin pour la 13e fois.
- septembre : Le Montpellier Water-Polo remporte la Coupe de France masculine pour la 2e fois.

Europe
- Pro Recco est Champion d'Europe pour la 5e fois.
- Shturm 2002 Tchekhov remporte la LEN Euro Cup
- 10 juillet : Les Monténégrins sont Champions d'Europe pour la 1re fois.
- 12 juillet : Les Russes sont Championnes d'Europe pour la 2e fois.

Monde
- 24 août : Les Hongrois sont Champions Olympiques pour la 9me fois.
- 21 août : Les Hollandaises sont Champions Olympiques pour la 1re fois.
- Les Serbes remportent la Ligue Mondiale masculine pour la 2e fois.
- Les Russes remportent la Ligue Mondiale féminine pour la 1re fois.

## Décès

### Décès en janvier
- 1er janvier :
  - Lucas Sang, 46 ans, athlète kenyan. (° 12 février 1961).
  - Oleg Tolmatchiov, 88 ans, joueur puis entraîneur russe de hockey sur glace. (° 19 août 1919).
- 2 janvier : Gerry Staley, 87 ans, joueur canadien de baseball. (° 21 août 1920.
- 3 janvier :
  - Choi Yo-sam, 35 ans, boxeur coréen (° 1er mars 1972).
  - Jimmy Stewart, 76 ans, pilote automobile écossais. (° 6 mars 1931).
- 4 janvier :
  - Romeiro, 74 ans, footballeur brésilien. (° 3 juillet 1933).
  - Viatcheslav Ambartsoumian, 67 ans, footballeur russe. (° 22 juin 1940).
- 5 janvier :
  - Louis Hon, 83 ans, footballeur français. (° 11 septembre 1924).
  - John Ashley, hockey sur glace
- 7 janvier :
  - Maryvonne Dupureur, 70 ans, athlète française. (° 24 mai 1937).
  - John Braspennincx, 93 ans, coureur cycliste néerlandais. (° 24 mai 1914).
  - Njoo Kiem Bie, 80 ans, joueur indonésien de badminton. (° 11 septembre 1927).
- 8 janvier : Jim Dooley, 77 ans, joueur puis entraineur américain de football U.S.. Entraineur des Bears de Chicago de 1968 à 1971. (° 8 février 1930).
- 9 janvier :
  - Paul Aimson, football.
  - Carmine Furletti, football.
  - Timothy Willoughby, aviron.
- 10 janvier : Christopher Bowman, 40 ans, patineur artistique américain. Double champion des États-Unis, Médaille d'argent (1989 à Paris) et de bronze (1990 à Halifax) aux championnats du monde. (° le 30 mars 1967).
- 11 janvier : Edmund Hillary, 88 ans, alpiniste et aventurier néo-zélandais, le premier à avoir atteint le sommet de l'Everest, le toit du monde, le 29 mai 1953. (° 20 juillet 1919).
- 12 janvier : Leszek Jezierski, 78 ans, joueur, puis entraîneur, polonais de football. (° 12 mai 1929).
- 13 janvier : Johnny Podres, 75 ans, joueur de baseball américain. Pitcher des Dodgers de Los Angeles (1953-1966). (° 30 septembre 1932).
- 14 janvier :
  - Don Cardwell, 72 ans, joueur de baseball américain, pitcher des Pirates de Pittsburgh et des Mets de New York. (° 7 décembre 1935).
  - Tommy Limby, 60 ans, skieur de fond suédois. (° 5 septembre 1947).
- 17 janvier :
  - John McHale, 86 ans, joueur de baseball et dirigeant sportif américain dans la Ligue majeure de baseball. (° 21 septembre 1921).
  - Ernie Holmes, 59 ans, joueur américain de football U.S. Defensive tackle des Steelers de Pittsburgh (1972-1977). (° 11 juillet 1948).
- 23 janvier : Stein Rønning, 42 ans, karatéka norvégien, champion du monde en moins de 60 kilos (1990). (° 28 mai 1965).
- 24 janvier : Francesco Pesenti, 90 ans, footballeur italien.(° 1918).
- 31 janvier : František Čapek, 93 ans, canoéiste tchécoslovaque. Champion olympique du 10 000 mètres en canoë monoplace hommes aux Jeux de Londres (1948). (° 24 octobre 1914).

### Décès en février
- 1er février : Władysław Kawula, 70 ans, footballeur polonais. (° 27 septembre 1937).
- 2 février : Heinrich Dahlinger, 85 ans, handballeur allemand. (° 30 octobre 1922).
- 4 février : Charley van de Weerd, 86 ans, footballeur néerlandais. (° 18 janvier 1922).
- 5 février :
  - Jacky Nardin, 58 ans, footballeur français. (° 12 septembre 1949).
  - Kenny Konz, 79 ans, joueur americain de football U.S. Defensive back des Cleveland Browns de 1953 à 1959. (° 25 septembre 1928).
- 6 février :
  - John Grimsley, 45 ans, joueur americain de football U.S. Ancien linebacker des Oilers de Houston et des Dolphins de Miami. (° 25 février 1962).
  - Tony Rolt, 89 ans, pilote automobile britannique. Vainqueur des 24 Heures du Mans 1953. (° 16 octobre 1918).
- 7 février :
  - Zygmunt Garłowski, 58 ans, footballeur polonais. (° 5 octobre 1949).
  - Frank Wayman, 76 ans, footballeur britannique. (° 1931).
- 9 février :
  - Guy Tchingoma, 22 ans, footballeur gabonais. (° 3 janvier 1986).
  - Genaro Celayeta, 53 ans, footballeur espagnol. (° 9 novembre 1954).
- 10 février :
  - Ove Jørstad, 37 ans, footballeur international norvégien. (° 20 août 1970).
  - Dario Lodigiani, 91 ans, joueur américain de baseball. (° 6 juin 1916).
- 11 février : Jean Prouff, 88 ans, footballeur français. Entraîneur du Stade rennais de 1964 à 1972. (° 12 septembre 1919).
- 12 février : Thomas Grosser, 42 ans, footballeur allemand. (° 10 avril 1965).
- 15 février : Inge Thun, 62 ans, footballeur international norvégien. (° 17 juin 1945).
- 16 février : Jerry Karl, 66 ans, pilote automobile américain.(° 29 avril 1941).
- 17 février : Brian Harris, 72 ans, footballeur britannique.(° 16 mai 1935).
- 18 février : Mickey Renaud, 19 ans, joueur de hockey junior canadien. Capitaine des Spitfires de Windsor de la OHL. (° 5 octobre 1988).
- 20 février : Piet Dam, 61 ans, pilote automobile néerlandais. Cinq fois champion de rallycross. (° 23 octobre 1946).
- 21 février : Emmanuel Sanon, 56 ans, footballeur haitien. (° 25 juin 1951).
- 25 février : Ashley Cooper, 27 ans, pilote automobile australien (V8 Supercars Australia). (° 11 juillet 1980).
- 27 février : Enrico Candiani, 89 ans, footballeur italien. (° 30 septembre 1918).
- 29 février : Alain Gottvallès, 65 ans, nageur français spécialiste des épreuves de sprint en nage libre. (° 22 mars 1942).

### Décès en mars
- 2 mars : Carl Hoddle, 40 ans, footballeur britannique. (° 8 mars 1967).
- 3 mars : Norm O'Neill, 71 ans, joueur de cricket international australien. (° 19 février 1937).
- 5 mars : Derek Dooley, 78 ans, footballeur et dirigeant sportif britannique. Ancien président de Sheffield United. (° 13 décembre 1929).
- 6 mars : Stanislav Konopásek, 84 ans, joueur de hockey sur glace tchécoslovaque. (° 18 avril 1923).
- 7 mars : Leonardo Costagliola, 86 ans, footballeur puis entraîneur de football italien. (° 27 octobre 1921).
- 8 mars : Les Lecter Smith, 80 ans, footballeur britannique. Ancien joueur des Wolverhampton Wanderers et d'Aston Villa. (° 24 décembre 1927).
- 15 mars : Ken Reardon, 86 ans, joueur de hockey sur glace canadien. Ancien joueur des Canadiens de Montréal. (° 1er avril 1921).
- 16 mars : Bob Purkey, 78 ans, joueur de baseball américain. (° 14 juillet 1929).
- 20 mars :
  - Eric Ashton, 73 ans, joueur de rugby à XIII britannique. (° 24 janvier 1935).
  - Alexandru Custov, 53 ans, footballeur roumain.. Ancien joueur du Dynamo Bucarest. (° 8 mai 1954).
- 21 mars : Merv Wallace, 91 ans, joueur de cricket néo-zélandais. Capitaine de l'équipe nationale en 1952–1953. (° 19 décembre 1916)
- 25 mars :
  - Thierry Gilardi, 49 ans, journaliste sportif français, décédé d'une crise cardiaque (° 26 juillet 1958)
  - Art Aragon, 80 ans, boxeur américain. (° 13 novembre 1927).
- 26 mars : Heath Benedict, 24 ans, joueur américain de football U.S, d'origine néerlandaise. (° 30 juin 1983).
- 27 mars : Billy Consolo, 73 ans, joueur puis entraineur américain de baseball. (° 18 août 1934).
- 28 mars :
  - Jean-Marie Balestre, 86 ans, dirigeant sportif français. Ancien Président de la FIA, de la FISA et de la FFSA. (° 9 avril 1921).
  - Valentino Fois, 34 ans, coureur cycliste italien. (° 23 septembre 1973).
  - Herb Rich, 79 ans, joueur américain de football U.S. (° 7 octobre 1928).
- 29 mars : Rajko Mitić, 85 ans, footballeur puis entraîneur et sélectionneur serbe. (° 19 novembre 1922).
- 30 mars :
  - Sergio Luyk, 36 ans, basketteur espagnol. Ancien joueur du Real Madrid. (° 20 septembre 1971).
  - David Leslie, 54 ans, pilote automobile britannique. (° 9 novembre 1953).
  - Richard Lloyd, 63 ans, pilote automobile britannique. Fondateur de plusieurs écuries de course automobile. (° 18 février 1945).

### Décès en avril
- 1er avril : Péter Baczakó, 56 ans, haltérophile hongrois. Champion olympique (poids moyen) aux Jeux de Moscou (1980). (° 27 septembre 1951).
- 2 avril : Ray Poole, 86 ans, joueur américain de foot U.S.. Ancien joueur des Giants de New York de 1947 à 1952. (° 15 avril 1921).
- 3 avril : Hrvoje Čustić, 25 ans, footballeur croate. (° 8 mars 1983).
- 5 avril : Herbert Breiteneder (de), 54 ans, pilote automobile autrichien. (° 25 novembre 1953).
- 6 avril : Tony Davies, 68 ans, joueur de rugby à XV néo-zélandais. 17 sélections de 1960 à 1962 dans l'équipe des All Blacks. (° 16 septembre 1939).
- 9 avril :
  - Mamadou Keïta, 61 ans, footballeur et ancien sélectionneur malien. Gardien de but de l'équipe nationale du Mali, finaliste de la Coupe d'Afrique des nations en 1972. (° octobre 1947).
  - Steffen Krauß, 43 ans, footballeur allemand. (° 21 mars 1965).
  - Daniela Klemenschits, 25 ans, joueuse de tennis autrichienne. (° 13 novembre 1982).
- 11 avril :
  - Claude Abbes, 80 ans, footballeur français. Gardien de but de l'équipe de France pour la Coupe du monde 1958. (° 24 mai 1927).
  - Bob Pellegrini, 73 ans, joueur américain de foot U.S.. Linebacker des Eagles de Philadelphie de 1956 à 1961. (° 13 novembre 1934).
- 14 avril :
  - Tommy Holmes, 91 ans, joueur américain de baseball (Boston Braves). (° 29 mars 1917).
  - Donald Sloan, 81 ans, joueur de rugby à XV écossais.
- 16 avril : René Dereuddre, 77 ans, footballeur français. (° 22 juin 1930).
- 19 avril : Constant Vanden Stock, 93 ans, dirigeant sportif belge. Sélectionneur de l'équipe de Belgique de football de 1958 à 1968. Président du RSC Anderlecht de 1968 à 1996. (° 13 juin 1914).

### Décès en mai
- 8 mai : François Sterchele, 26 ans, footballeur belge (° 14 mars 1982).
- 11 mai : Bruno Neves, 26 ans cycliste portugais.
- 29 mai : Luc Bourdon, 21 ans, joueur professionnel de hockey sur glace canadien (° 16 février 1987).

### Décès en juin
- 14 juin : Pierro Pradenas, 22 ans volleyeur belge (° 26 août 1986).

### Décès en août
- 1er août : Ashok Mankad, 61 ans, joueur de cricket international indien (° 12 octobre 1946)[9].
- 9 août : Bob Cunis, 67 ans, joueur de cricket international néo-zélandais (° 5 janvier 1941)[10].

### Décès en décembre
- 17 décembre : Dave Smith, 53 ans, lanceur de baseball.
- 19 décembre : Dock Ellis, 63 ans, lanceur de baseball.